# نورث‌وی ویلج (آلاسکا)
نورث‌وی ویلج (به انگلیسی: Northway Village) شهری در ناحیه سرشماری ساوت‌ایست فیربنکس، آلاسکا ایالت آلاسکا است که جمعیت آن در سرشماری سال ۲۰۰۰ میلادی ۱۰۷ نفر بوده‌است.